# 绍考达特
绍考达特，是匈牙利托尔瑙州所辖的一个村，总面积10.70平方公里，总人口252，人口密度23.6人/平方公里（2010年1月1日）。